# Grzegorzew (plaats)
Grzegorzew is een dorp in het Poolse woiwodschap Groot-Polen, in het district Kolski. De plaats maakt deel uit van de gemeente Grzegorzew en telt 1650 inwoners.

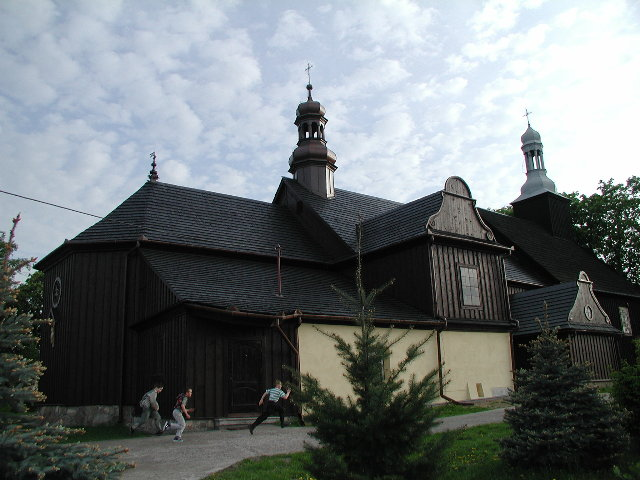
Kościół Wniebowzięcia NMP